# Gorycz tropików
Gorycz tropików (fr. Tropiques amers) – francuski serial dramatyczny nadawany przez stację France 3 od 10 maja 2007 roku. W Polsce nadawany na kanale TVP1, obecnie w każdy wtorek o godzinie 20.25 począwszy od 12 lipca 2010 roku.

## Opis fabuły
Serial przedstawia życie białych rodzin francuskich, właścicieli plantacji trzciny cukrowej oraz pracujących tam niewolników.

## Obsada
- Fatou N'Diaye jako Adèle
- Jean-Michel Martial jako Amédée
- Jean-Claude Adelin jako Théophile Bonaventure
- Léa Bosco jako Olympe Bonaventure
- Thiam Aïssatou jako Rosalie
- Jacky Ido jako Koyaba
- Kevin Dust jako Jacquier
- Nicolas Herman jako François de Rochant
- Moonha Njay jako Manon
- Lucette Salibur jako Man Joseph
- Delphine Rich jako Madame de Rochant
- Marc Berman jako Monsieur de Rochant
- Luc Ponette jako Christian de Chabot
- Daniel Bilong jako Jean-Baptiste
- Annabelle Hettmann jako Constance
- Tony Amoni jako Ambroise Jones
- Ludovic Berthillot jako Mauduit

## Spis odcinków
| Premiera odcinka | N/o | Polski tytuł        | Oryginalny tytuł      |
| ---------------- | --- | ------------------- | --------------------- |
|                  |     |                     |                       |
| SERIA PIERWSZA   |     |                     |                       |
|                  |     |                     |                       |
| 25.06.2007       | 01  | Nowy świat          | Un nouveau monde      |
|                  |     |                     |                       |
| 25.06.2007       | 02  | Heban               | Bois d'ébène          |
|                  |     |                     |                       |
| 02.07.2007       | 03  | Wolność albo śmierć | Vivre libre ou mourir |
|                  |     |                     |                       |
| 02.07.2007       | 04  | Zdrada              | Trahisons             |
|                  |     |                     |                       |
| 09.07.2007       | 05  | Metys               | Métisse               |
|                  |     |                     |                       |
| 09.07.2007       | 06  | Ostatni krok        | La dernière marche    |
|                  |     |                     |                       |